# Maury
Maury is een gemeente in het Franse departement Pyrénées-Orientales (regio Occitanie). De plaats maakt deel uit van het arrondissement Perpignan. Maury telde op 1 januari 2022 780 inwoners.

## Geografie
De oppervlakte van Maury bedroeg op 1 januari 2022 34,63 vierkante kilometer; de bevolkingsdichtheid was toen 22,5 inwoners per km².

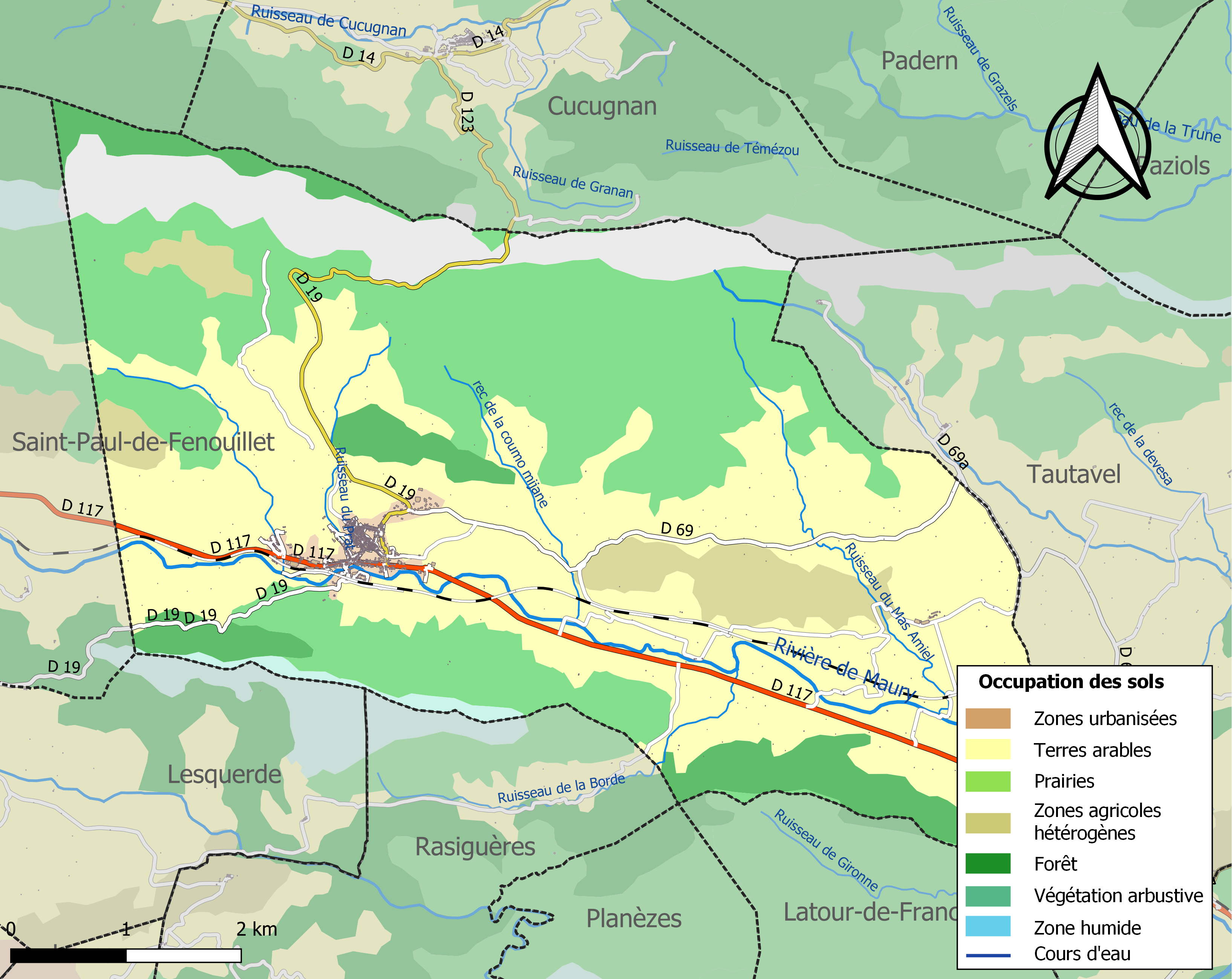
Kaart van de gemeente met de belangrijkste infrastructuur, bodemgebruik en omliggende gemeenten

## Demografie
Onderstaande figuur toont het verloop van het inwonertal (bron: INSEE-tellingen).

## Wijnen
Uit deze regio komt de — veelal rode — versterkte VDN-wijn "Maury".